# Catolândia
Catolândia är en kommun i Brasilien.   Den ligger i delstaten Bahia, i den östra delen av landet, 500 km nordost om huvudstaden Brasília. Antalet invånare är 2 609.
Omgivningarna runt Catolândia är huvudsakligen savann. Runt Catolândia är det mycket glesbefolkat, med 7 invånare per kvadratkilometer.